# Ruisseau du Mauvais Lieu
Der Ruisseau du Mauvais Lieu ist ein knapp 4 Kilometer langer Bach, der im französischen Département Meuse in der Region Grand Est verläuft und ein rechter Zufluss des Eix ist.

## Geographie

### Verlauf
Der Ruisseau du Mauvais Lieu entspringt auf einer Höhe von etwa 253 m im Gemeindegebiet von Moulainville in einer Wiese der Flur Bitorchêne.
Er fließt zunächst etwa 200 Meter in ostnordöstlicher Richtung durch die Quellwiese und zwischen Äckern, dann unterquert er die Departementsstraße 24. Der Bach wendet sich nun nach Nordosten, zieht dann am Nordwestrand des kleinen Laubmischwaldes Bois de Blanzée fast 400 Meter neben Gerstenfeldern und nimmt danach auf seiner linken Seite einen zweiten, rund 750 Meter langen Quellast auf.
Der vereinigte Bach läuft nordostwärts nunmehr durch Grünland weiterhin am Waldesrand entlang, knickt dann scharf nach Süden ab, durchläuft gleich danach einen winzigen Teich und passiert wenig danach, nunmehr in östlicher Richtung laufend, die Gemeindegrenze von Moulainville nach Blanzée.
Er kreuzt einen Feldweg, fließt dann gut einen Kilometer an der Flur Rosechamp nordostwärts durch Getreidefelder und Wiesen, wobei er mehr und mehr nach Norden dreht. Er verlässt dabei das Gemeindegebiet von Blanzée in das von Moranville und wird danach auf seiner linken Seite vom aus dem Westsüdwesten kommenden Ruisseau de Moulainville gespeist, der seine eigene Länge übertrifft. Der Ruisseau du Mauvais Lieu nimmt die Fließrichtung seines Zuflusses auf und läuft dann etwa 700 Meter durch Weizenfelder. Er erreicht den Dorfrand von Moranville, unterquert dort eine Straße und wird danach auf seiner rechten Seite vom aus dem Südsüdwesten kommenden Ruisseau des Vauches verstärkt, der ihm unterirdisch verdolt zufließt, auch dieser übertrifft seine eigene Länge.
Der Ruisseau du Mauvais Lieu mündet schließlich in Moranville südlich der Église Saint-Jean-Baptiste auf einer Höhe von ungefähr 218 m von rechts in den aus dem Nordosten heranziehenden Eix.
Sein 3,77 km langer Lauf endet ungefähr 35 Höhenmeter unterhalb seiner Quelle, er hat somit ein mittleres Sohlgefälle von etwa 9,3 ‰.

### Einzugsgebiet
Das Einzugsgebiet des Ruisseau du Mauvais Lieu liegt in der Woëvre und wird durch ihn über den Eix, die Orne, die Mosel und den Rhein zur Nordsee entwässert.
Es grenzt
- im Südosten und Süden an das Einzugsgebiet des Ruisseau de Viaunoue, der in die Orne mündet;
- im Westen an das der Maas und
- im Norden an das des Eix.

Das Einzugsgebiet wird überwiegend landschaftlich genutzt, nur der Westen ist zum Teil bewaldet.

### Zuflüsse
(Reihenfolge in Fließrichtung)
- Ruisseau de Moulainville (links), 4,3 km
- Ruisseau des Vauches (rechts), 4,6 km

### Gemeinden
(Reihenfolge der Gemarkungsanrainer in Fließrichtung)
- Moulainville
- Blanzée
- Moranville (auch Ortsanrainer)